# Sterławki Małe
Sterławki Małe (deutsch Klein Stürlack) ist ein Dorf in der polnischen Woiwodschaft Ermland-Masuren und gehört zur Gmina Giżycko (Landgemeinde Lötzen) im Powiat Giżycki (Kreis Lötzen).

## Geographische Lage
Sterławki Małe liegt am Südufer des Deyguhnsees (polnisch Jezioro Dejguny) im nördlichen Osten der Woiwodschaft Ermland-Masuren, zehn Kilometer südwestlich der Kreisstadt Giżycko (Lötzen).

## Geschichte
Das einstige Klein Stürlack wurde 1407 gegründet. 1785 wurde es als Dorf nach Kulmer Recht mit 40 Feuerstellen erwähnt, 1818 mit einer Wassermühle und 60 Feuerstellen bei 391 Einwohnern.
Mit den Ortsteilen Augusthof (auch Augusthoff) (polnisch Jaguszewo) und Silberberg (Srebrna Góra, beide Ortschaften bestehen nicht mehr) bildete das Dorf eine Landgemeinde im 1874 neu errichteten Amtsbezirk Groß Stürlack (polnisch Sterławki Wielkie), der bis 1945 bestand und zum Kreis Lötzen im Regierungsbezirk Gumbinnen (1905 bis 1945 Regierungsbezirk Allenstein) in der preußischen Provinz Ostpreußen gehörte.
1910 waren in Klein Stürlack 698 Einwohner registriert. Ihre Zahl sank bis 1933 auf 653 und belief sich 1939 noch auf 592.
Aufgrund der Bestimmungen des Versailler Vertrags stimmte die Bevölkerung im Abstimmungsgebiet Allenstein, zu dem Klein Stürlack gehörte, am 11. Juli 1920 über die weitere staatliche Zugehörigkeit zu Ostpreußen (und damit zu Deutschland) oder den Anschluss an Polen ab. In Klein Stürlack stimmten 480 Einwohner für den Verbleib bei Ostpreußen, auf Polen entfielen keine Stimmen.
In Kriegsfolge wurde Klein Stürlack 1945 mit dem gesamten südlich Ostpreußen nach Polen überführt. Es ist heute Sitz eines Schulzenamtes (polnisch sołectwo) und ein Ortsteil im Verbund der Gmina Giżycko (Landgemeinde Lötzen) im Powiat Giżycki (Kreis Lötzen), vor 1998 der Woiwodschaft Suwałki, seither der Woiwodschaft Ermland-Masuren zugeordnet.

## Kirche

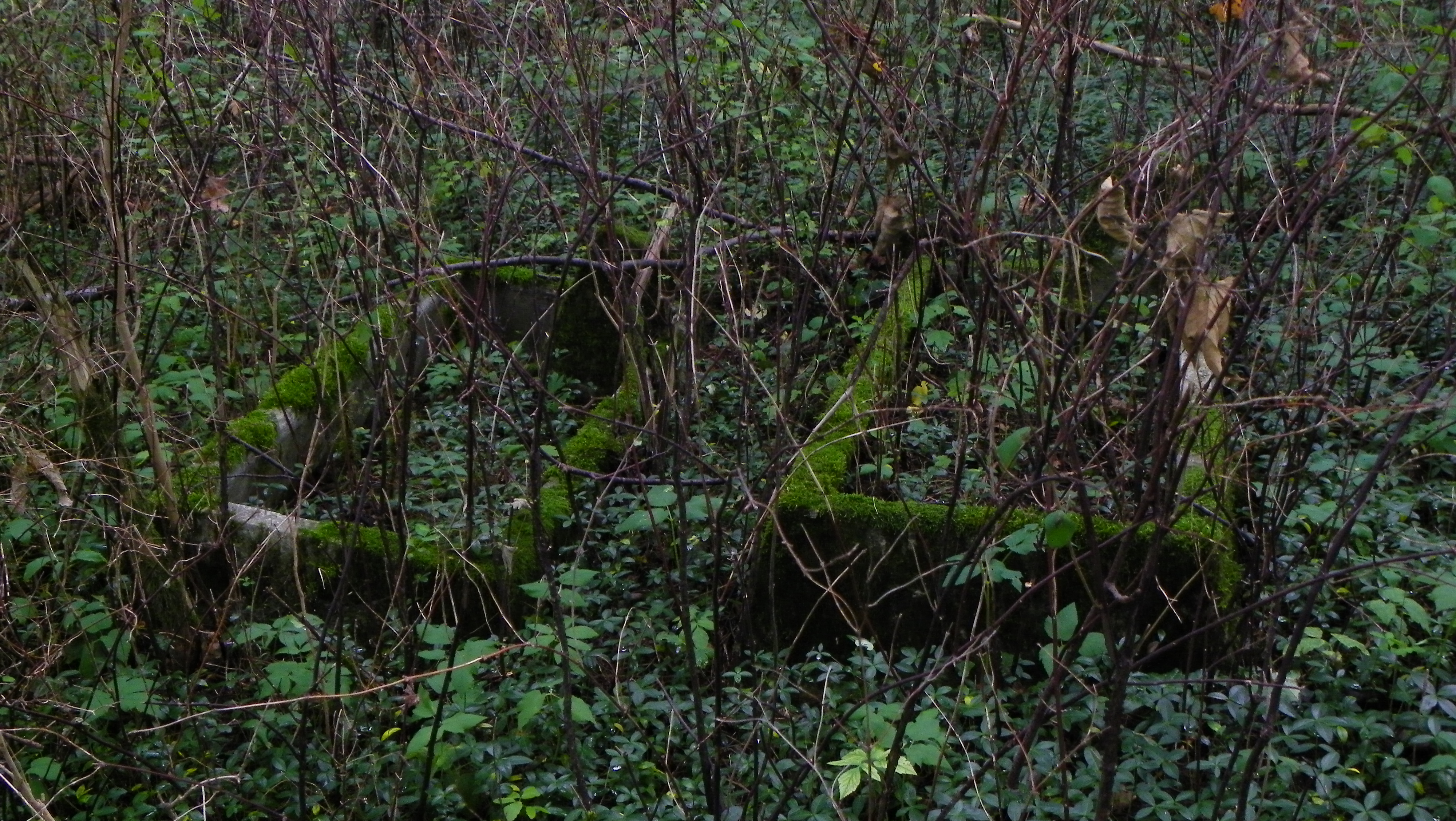
Grabstellen auf dem alten evangelischen Friedhof

Vor 1945 – aus dieser Zeit stammt in Sterławki Małe heute noch der einstige evangelische Friedhof – war Klein Stürlack in die Evangelische Pfarrkirche Groß Stürlack in der Kirchenprovinz Ostpreußen der Kirche der Altpreußischen Union und in die Katholische Pfarrkirche St. Bruno Lötzen im Bistum Ermland eingepfarrt. Heute hat  Sterławki Małe selber eine eigene Kapelle, die als Filialkapelle zur Pfarrei Zur Göttlichen Vorsehung in Sterławki Wielkie im Bistum Ełk (Lyck) der Römisch-katholischen Kirche in Polen gehört. Die evangelischen Kirchenglieder sind Teil der Pfarrei der Evangelischen Kapellengemeinde in Sterławki Wielkie in der Diözese Masuren der Evangelisch-Augsburgischen Kirche in Polen.

## Verkehr
Sterławki Małe liegt an der verkehrstechnisch bedeutenden polnischen Woiwodschaftsstraße DW 592 (frühere deutsche Reichsstraße 135), die die Kreisstädte Bartoszyce (Bartenstein), Kętrzyn (Rastenburg) und Giżycko (Lötzen) miteinander verbindet. Außerdem führt eine Landwegverbindung von Szczybały Giżyckie (Sczyballen, 1028 bis 1945 Schönballen) an der Landesstraße 59 (Reichsstraße 140) nach Sterławki Małe.
Sterławki Małe ist seit 1868 Bahnstation an der Bahnstrecke Głomno–Białystok, einem Teilstück der früheren Strecke von Königsberg (Preußen) nach Brest-Litowsk.